# 宋義
宋 義（そう ぎ、? - 紀元前207年）は、秦末の人。秦に反抗した楚に属し、懐王に仕えたが、項梁の後の楚の総大将となり項羽に殺害された。宋襄の父で、宋昌の祖父。

## 生涯
かつて楚の令尹を勤めたことがあった。
二世元年（紀元前209年）9月、かつての楚の将軍の項燕の子にあたる項梁が甥の項羽とともに、会稽郡守の殷通を殺して、秦に対して反乱を起こした。
二世二年（紀元前208年）6月、秦と戦っていた項梁は旧楚の懐王の孫（玄孫とも）で羊飼いに身を落としていた羋心を、祖父と同じ名前の懐王（後の義帝）として楚の王に擁立する。
同年8月、項梁は斉の田栄を救援し、東阿において秦軍を大破する。しかし、斉は、項梁に対して、秦との戦いにおける援軍を送ることを拒否した。
項梁は、斉からの援軍は受けられなかったが、定陶において再び秦軍を破る。項羽と劉邦もまた、李由（秦の李斯の子）を打ち取ったため、項梁は連戦連勝でますます秦軍を軽く見て、驕りが見えていた。
楚に仕え、項梁の軍にいた宋義は、「勝利のために将が驕り兵卒が怯惰になると敗れると言います。今、少々兵卒が怯惰になっているようですが、秦の兵は日々増えています。私は貴方のためにそれを心配しています」と諌めたが、項梁は聞かなかった。
同年9月、宋義は項梁に命じられて、斉への使者となった。道中で、斉の使者である高陵君（に封じられた）の顕（姓は不明）に会ったため、話した。「あなたはこれから武信君（項梁）と会うのですか？」。顕が「その通りです」と答えると、「私は武信君の軍を論じましたが、（武信君は）必ず敗れます。あなたが歩みを遅くすれば災いを避けられるでしょう。早く行けば、災いが及びますでしょう」と忠告した。果たして、項梁は定陶において、秦の章邯に敗れて戦死した。
項羽は彭城に帰り、楚の懐王は彭城に遷都する。
斉の使者であった高陵君の顕は、楚の軍にいる時に、楚の懐王に会見して、「宋義は、武信君の軍が必ず敗れると論じていました。それから数日して、果たして武信君の軍は敗れました。兵がまだ戦っていない時に、あらかじめ敗北の兆しを見抜いたことは、宋義は軍略を理解している証と言えるでしょう」と語った。
同年後9月、懐王は宋義を召して、今後の事を図ると、宋義は大いに今後の事を論じた。そこで懐王は、宋義を上将軍に任じ、項羽を次将とし、范増を末将として、英布・蒲将軍らの諸将 は宋義に属させて、5万の軍を率いさせて、（秦の章邯に攻撃を受けている）趙への援軍を命じた。宋義は卿子冠軍 と号した。
しかし、宋義は安陽に着いたところで、46日間も逗留し、進軍しなかった。
二世三年（紀元前207年）10月、斉の将である田都が斉の相である田栄に反し、趙の援軍に向かう楚軍に入り、項羽を支援する。
同年11月、項羽は宋義に進言した。「私は秦軍が趙王のいる鉅鹿を囲んでいると聞いています。早く兵を率いて、黄河を渡り、楚軍が秦軍を外から攻撃し、趙が秦軍の中（にある鉅鹿城）から応じて戦えば、秦軍を必ず破るでしょう」。宋義は項羽に言った。「そうではない。そもそも牛についた虻を手で打てても、牛の毛の中にいる虱を殺すことはできない。今、秦が趙を攻めて戦に勝てたとしても、兵は疲れているだろう。我ら楚軍は、疲弊した秦軍に乗じることができる。秦が勝てなければ、我らは兵を率いて太鼓を鳴らして西へ進軍すれば、必ず秦に勝利することができるだろう。鎧を着込み武器を取って戦うのは私より貴方に及ばないが、座して策略をはかるのは、貴方は私には敵わない」。
そこで、宋義は軍中に、「虎のように猛きもの、羊のように従順でないもの、狼のように貪るもの、狂暴で使うことができないものは、全て斬刑にする」という命令をくだした。
そうして、息子の宋襄を派遣して、斉の相とした。宋義は自ら、無塩まで行って宋襄を送るための大酒宴会を行った。気候は寒く、大雨が降り、兵士たちは飢え凍えていた。
項羽は軍中で語った。「今こそ、全力を尽くして秦を攻めるべきであるのに、長い間とどまって進むことはない。今年は飢饉で民は貧しく、兵士たちは芋や豆を食べ、軍には糧食は無い。それなのに、大酒宴会を開いている。兵を率いて黄河を渡って、趙国から食料を受けて、趙と力を合わせて秦を攻めるべきであるのに、『疲弊した秦軍に乗ずる』などと言っている。そもそも、秦の強大さで、新造の趙を攻めているのだから、勢いで必ず趙に勝つことができるだろう。趙が敗北して、秦はさらに強大となる。どうして、その疲弊に乗ずることができようか。さらに、楚国の兵が最近、敗れたばかり（項梁の敗死のこと）で、懐王は座しても席にて安心できず、国中を掃くようにして兵力を集め、全てを将軍（宋義）に属させたのだ。国家の安危はこの一挙にかかっている。今、兵士を憐れまず、己の私事ばかり行っている。（宋義は）社稷の臣ではない」。
早朝、項羽は上将軍である宋義に面会する。宋義は帳の中で項羽によって殺され、頭を切り落とされた。
項羽は懐王の命令を偽って、「宋義は斉と組んで楚に謀反を起こそうと謀った。楚王（懐王）がひそかにこの項羽に命じて、宋義を誅させたのだ」というおふれを出した。楚軍の諸将は皆、項羽に恐れ伏して、抵抗するものはなかった。諸将は皆、言った。「はじめに楚王を立てたのは、将軍の家です。今、将軍は乱を誅したのです」。そこで、項羽は諸将によって仮上将軍に立てられた。項羽は、宋義の子である宋襄に追っ手を使わし、宋襄は斉で追いつかれ、殺された。項羽は懐王によって上将軍に任じられ、英布や蒲将軍の諸将は皆、項羽に属することとなった。項羽は楚軍を率いて、趙を救援に鉅鹿に向かった。
同年12月、項羽は鉅鹿にて、秦軍を大いに破り、鉅鹿の包囲を解いた。
なお、項羽と戦った劉邦が項羽の罪十箇条を挙げたとき、その2つ目に「項羽が宋義を殺して上将軍の地位についたこと」が挙げられた。
また、宋義の孫の宋昌は漢の劉邦に仕え、後に文帝の側近となった。

## 評価
『資治通鑑』が引用するところによると、荀悦は宋義に関して、「宋義は、秦と趙が戦って両者が倒れるのを待とうとした。戦国時代の時では、隣の国が攻め合っても、緊急の危険が無いのだから、（この計画は）別によい。戦国時代の国家は建国して久しく、一戦の勝敗では必ずしも存亡がかかっているわけではない。戦いの勢いは、敵国を滅ぼすほど切迫しておらず、有利なら侵攻し、不利なら退いて自らの土地を保持すればいい。だから、力を蓄え、（有利になる）時を待ち、敵の疲弊に乗じるのは、勢いとして当然のことである。しかし、この時、楚と趙は決起したばかりで、秦の勢いに、並び立つほどではなく、安危の存亡の時は呼吸の間に変化するほどである。進めば功を定められるが、退けば災いを受ける。これは、（戦国時代と比べて、秦末の楚は）同じ事のようで、勢いが異なるのである」と評している。
明代の学者である趙弼（号は雪航、成化17年の進士）は、項羽による宋義殺害について、「いつわり殺すと書いて項羽をとがめる学者もいるが、宋義一人を斬って趙国数十万の生霊を救ったのだ。この時の項羽をとがめるのは誤りではないか」と評している。
明末・清初の思想家である王夫之は『読通鑑論』において、宋義に関して「懐王が（項梁によって）擁立されたのは、項氏が望んだわけではなく、范増が民望に従うように説いただけのことである。主君と臣下の名分は立ったけれど、心はお互いに打ち解けあったわけではなく、項氏が成功すれば、懐王は楚の王でいることができるわけではない。懐王はこのことを充分に考え、項梁の敗死に乗じて、上将軍の権限を（項氏から）奪って、宋義に授けたのである。宋義はたまたま、懐王の心をつかんだ。だから、懐王と宋義はこの計略をとても喜んだ、というのは秦を滅ぼす計略を喜んだのではなく、項氏から（権力を）奪う計略を喜んだのだ。また、項羽が安陽において宋義を斬ったのは、趙の救援が遅れたのを怒ったのではなく、（項氏の権力を）急速に奪うことに怒ったわけではある。宋義が安陽に駐屯して進まなかったのは、秦と趙の戦いの疲弊に乗じようと思ったわけではなく、項羽の兵権を奪おうと考えたからである。宋義の子である宋襄を斉に送り、無塩で見送ったのは、兵士が凍え飢えているのを憐れまず、奢ったわけではなく、懐王のために斉を外国からの支援として、自らの勢力を強めようと考えていたからである」と評している。
日本の研究者である奥崎裕司は、項羽による宋義殺害について、「宋義の気持ちは王船山（王夫之）の言うとおりであろう。宋義をあまり低く評価するのは誤りである。（中略）宋義・項羽・劉邦それぞれの立場があるのだ。（中略）宋義と項羽の二つの路線の対立とその一応の決着としてとらえておきたい」と評している。